# Carl Magnus Allström
Carl Magnus Allström (C-M Allstrom, som han senare kommer att kalla sig när han emigrerar till Chicago 1870), född 18 oktober 1833 i Fellingsbro, Västmanland, död 20 februari 1917 i Cook County, Illinois, USA, är författare till boken Dictionary of royal lineage of Europe. Boken utreder de europeiska kungahusens blodsband och är en väl använd källa i amerikansk genealogi.[källa behövs]